# Planchonia
Planchonia es un género con 20 especies de árboles perteneciente a la familia Lecythidaceae. 

## Especies
| - Planchonia alata - Planchonia andamanica - Planchonia arbutifolia - Planchonia brevistipitata - Planchonia careya - Planchonia crenata - Planchonia elliptica - Planchonia forbesii - Planchonia grandis - Planchonia lanceolata | - Planchonia littoralis - Planchonia nitida - Planchonia papuana - Planchonia spectabilis - Planchonia sumatrana - Planchonia sundaica - Planchonia tetraptera - Planchonia timorensis - Planchonia undulata - Planchonia valida |